# Forsåker

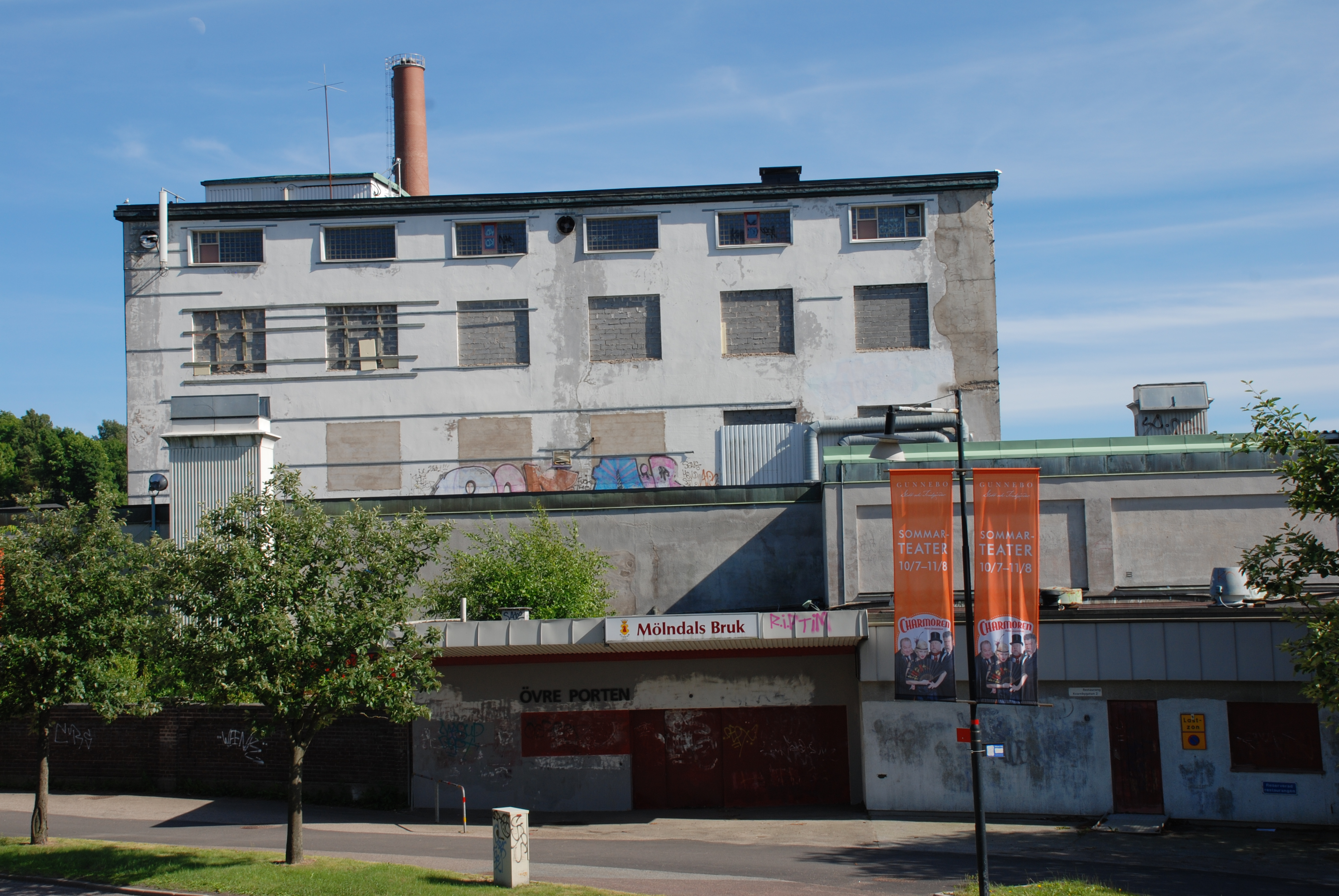
Papyrus pappersbruk ligger i Forsåker.

Forsåker är ett område i mellersta delen av kommundelen Östra Mölndal (motsvarande Stensjöns distrikt). Forsåker ligger sju kilometer söder om centrala Göteborg.

## Historia
Området är känt för att ha varit hemvist åt det nerlagda pappersbruket Papyrus. Mellan år 1653 och 2005 bedrevs här papperstillverkning, som har sysselsatt många Mölndalsbor och varit en viktig del i stadens brukshistoria och utveckling.
2016 ägdes marken av Mölndala Fastighets AB, som här planerade att bygga en ny stadsdel med bostäder, skolor, affärer och kontors- och verksamhetslokaler.

### Forsåkers by
Forsåker var en  by med fyra gårdar och ägorna var omfattande. Den största gården anlades redan under slutet av 1500-talet och skänktes av Johan III och hertig Karl till Erik XIV:s dotter Virginia.
Gården köptes år 1906 av Yngereds Kraft AB och ladugården byggdes om till transformatorstation. År 1967 köptes gården av Papyrus.

### Brukets historia
Det första pappersbruket i Mölndal etablerades 1653 av bokbindaren Thomas Kuhn. Att placera sig vid Mölndalsån var strategiskt, med tanke på kraften som fanns att hämta ur ån och närheten till Göteborg. Fram till 1850 rörde det sig om ett mindre bruk där man framställde papper för hand, men vid denna tid övergick man till maskinell framställning efter att David Otto Francke hade tagit över verksamheten, som tillsammans med spinneri, väveri och sockerbruk utgjorde Rosendals Fabrikers AB.
Omkring 1880 övergick man från lump till trämassa som råvara för pappret och ett tekniskt avancerat pappersbruk med cirka 700 anställda skapades. Under sin storhetstid var det ett av Europas största pappersbruk. 1895 köptes bruket av släkten Wallenberg, som grundade AB Papyrus. Företaget producerade papper på platsen fram tills 2005, och året därpå lämnas konkursansökan in. År 2009 köps marken av Mölndals stad.

## Områdets historiska värden
Forsåker, tillsammans med Mölndals Kvarnby, bär på ett samhällshistoriskt värde. Det är genom de många olika industrier, av varierande storlek, som funnits längs Mölndalsån som industrisamhället Mölndal vuxit fram. Under lång tid fungerade det som ett enda brukssamhälle med Papyrus som den ledande industrin. Företaget ägde fabriksbyggnader, rekreationsfaciliteter, livsmedelsbutik och bostäder för såväl tjänstemän som arbetare.
Här finns också flera arkitektoniska värden, tack vare den stegvisa framväxten av området har det byggts många karaktäristiska byggnader. Speciellt med området är alla de arbetarbostäder som kom att uppföras i anslutning till fabrikerna. Det uppfördes också en disponentvilla på 1870-talet, Villa Papyrus – heter idag Villa Korndal, med en stor parkanläggning runt som påvisade företagsledaren Franckes stora sociala ställning.
Sammantaget skapar det en dynamisk och spännande miljö.

## Geografi
Forsåker ligger centralt i Mölndal, mellan Knutpunkt Mölndalsbro och Mölndals Kvarnby. Området är cirka 24 hektar och omfattar såväl parkområden som byggnader, och Mölndalsån som rinner därigenom.

## Kommunikationer
Forsåker ligger cirka 0,5 kilometer från Mölndal centrum och knutpunkten Mölndalsbro, Västtrafiks resecentrum, där 3,5 miljoner resenärer passerar varje år (Västsveriges näst största resehubb). Härifrån går kollektivtrafik i form av spårvagnar, bussar och tåg som förbinder Mölndal med Göteborg, Sverige och Europa. Strax intill området passerar också E6.

## Utvecklingen av Forsåker
2009 köpte Mölndals stad marken, och utvecklar nu Forsåker till en ny stadsdel i centrala Mölndal.Här planeras för nya bostäder, kontor, kultur- och fritidsverksamheter, vård- och utbildningsenheter, kommersiell- och kommunal service. Delar av den gamla bruksmiljön kommer att behållas. Processen att bygga den nya stadsdelen påbörjades 2014, detaljplan för del av området antogs våren 2023.